# Krzysztof Ostrowski
Pour les articles homonymes, voir Ostrowski.
Krzysztof Ostrowski, né le 3 mai 1982 à Wrocław, est un footballeur polonais. Il est milieu de terrain au Widzew Łódź.

## Carrière
- 2002 :  Inkopax Wrocław
- 2002-2003 :  Śląsk Wrocław
- 2003-2004 :  Zagłębie Lubin
- 2004-2008 :  Śląsk Wrocław
- 2009 :  Legia Varsovie
- 2009- :  Widzew Łódź

### Palmarès
- Vice-champion de Pologne : 2009